# Tullio Pitacco
Tullio Pitacco, (nacido el 26 de febrero de 1925 en Trieste, Italia y fallecido el 24 de diciembre de 2010 en la misma ciudad) fue un jugador de baloncesto italiano. Fue medalla de plata con Italia en el Eurobasket de Suiza 1946.
- Datos: Q4000342